# Кобець Марія Володимирівна
Марія Володимирівна Кобець (біл. Марыя Уладзіміраўна Кобец; 19 жовтня 1974, с. Валище, Пінський район, Брестська область) — білоруська поетеса, журналіст, перекладач.

## Біографія
Народилася і живе в селі Валище Пінського району Брестської області. Закінчила Пінське медичне училище (1994), факультет журналістики Білоруського державного університету (2017). Працювала завідувачем Валищанського фельдшерсько-акушерського пункту (1998—2010 рр.), директором Валищанського сільського Будинку культури (2010—2013).
З 2013 року — редактор кореспондентського пункту м. Пінська РУП РТЦ "Телерадіокомпанія «Брест».
Вірші друкувалися в періодичних виданнях Білорусі (газети: «Поліська правда», «Пінський вісник», «Новини Полісся», «Народна трибуна» «Зоря», «Краєзнавча газета», «ЛіМ», «Звязда», «Народна газета»; журнали: «Полум'я», «Маладосць», «Нёман», «Господиня», «Алеся»).
У перекладах окремі твори автора друкувалися в Росії, Польщі, Сербії, Чорногорії, Туркменістані.
Член Союзу письменників Білорусі з 2011 року, з 2012 — Спілки письменників Союзної держави.

## Визнання
Лауреат літературного конкурсу «Голоси Берегині» Білоруського фонду культури (2010).
Лауреат літературної премії імені В. Колесника Брестського облвиконкому в номінації «Поезія» (2012).
Заявила про себе Марія Кобець і як перекладач. З оригінальних мов вірші перекладала з сербської, чорногорської, української, польської. Через порядкові переклади робила художні переклади з азербайджанської, дагестанської, калмицької, хакаської, туркменської, таджицької, узбецької, чеченської мов. Поштовхом до роботи такого роду стала її участь у міжнародних фестивалях та форумах: фестиваль слов'янської поезії «Співаючі письмена» м. Твер (Росія, 2014), 51 Міжнародні белградські зустрічі, м. Белград (Сербія, 2014), Міжнародний літературний форум в м. Ополє (Польща, 2016), асамблея фестивалю слов'янської поезії «Співаючі письмена» (Росія, 2017), 54 Міжнародні белградські зустрічі, м. Белград (Сербія, 2017).